# Фудбалска репрезентација Србије до 17 година
Фудбалска репрезентација Србије до 17 година представља Србију у међународним фудбалским такмичењима до 17 година и под контролом је Фудбалског савеза Србије.

## Успеси

### Европско првенство
| Држава                  | Година | Коло                              | Од.                               | П                                 | Н                                 | И                                 | ГД                                | ГП                                |
| ----------------------- | ------ | --------------------------------- | --------------------------------- | --------------------------------- | --------------------------------- | --------------------------------- | --------------------------------- | --------------------------------- |
| Југославија / СРЈ / СЦГ | 1982   | 3. место                          | 2                                 | 0                                 | 1                                 | 1                                 | 1                                 | 2                                 |
| Југославија / СРЈ / СЦГ | 1984   | 4. место                          | 2                                 | 0                                 | 0                                 | 2                                 | 1                                 | 6                                 |
| Југославија / СРЈ / СЦГ | 1985   | Групна фаза                       | 3                                 | 1                                 | 1                                 | 1                                 | 2                                 | 3                                 |
| Југославија / СРЈ / СЦГ | 1986   | Није се квалификовала             | Није се квалификовала             | Није се квалификовала             | Није се квалификовала             | Није се квалификовала             | Није се квалификовала             | Није се квалификовала             |
| Југославија / СРЈ / СЦГ | 1987   | Групна фаза                       | 3                                 | 0                                 | 1                                 | 2                                 | 1                                 | 7                                 |
| Југославија / СРЈ / СЦГ | 1988   | Групна фаза                       | 3                                 | 0                                 | 1                                 | 2                                 | 1                                 | 3                                 |
| Југославија / СРЈ / СЦГ | 1989   | Групна фаза                       | 3                                 | 2                                 | 1                                 | 0                                 | 4                                 | 0                                 |
| Југославија / СРЈ / СЦГ | 1990   | 2. место                          | 5                                 | 4                                 | 0                                 | 1                                 | 10                                | 4                                 |
| Југославија / СРЈ / СЦГ | 1991   | Групна фаза                       | 3                                 | 1                                 | 0                                 | 2                                 | 5                                 | 7                                 |
| Југославија / СРЈ / СЦГ | 1992   | Групна фаза                       | 3                                 | 2                                 | 0                                 | 1                                 | 4                                 | 5                                 |
| Југославија / СРЈ / СЦГ | 1993   | Није се квалификовала             | Није се квалификовала             | Није се квалификовала             | Није се квалификовала             | Није се квалификовала             | Није се квалификовала             | Није се квалификовала             |
| Југославија / СРЈ / СЦГ | 1994   | Повукла се                        | Повукла се                        | Повукла се                        | Повукла се                        | Повукла се                        | Повукла се                        | Повукла се                        |
| Југославија / СРЈ / СЦГ | 1995   | Није се квалификовала             | Није се квалификовала             | Није се квалификовала             | Није се квалификовала             | Није се квалификовала             | Није се квалификовала             | Није се квалификовала             |
| Југославија / СРЈ / СЦГ | 1996   | Није се квалификовала             | Није се квалификовала             | Није се квалификовала             | Није се квалификовала             | Није се квалификовала             | Није се квалификовала             | Није се квалификовала             |
| Југославија / СРЈ / СЦГ | 1997   | Није се квалификовала             | Није се квалификовала             | Није се квалификовала             | Није се квалификовала             | Није се квалификовала             | Није се квалификовала             | Није се квалификовала             |
| Југославија / СРЈ / СЦГ | 1998   | Није се квалификовала             | Није се квалификовала             | Није се квалификовала             | Није се квалификовала             | Није се квалификовала             | Није се квалификовала             | Није се квалификовала             |
| Југославија / СРЈ / СЦГ | 1999   | Није се квалификовала             | Није се квалификовала             | Није се квалификовала             | Није се квалификовала             | Није се квалификовала             | Није се квалификовала             | Није се квалификовала             |
| Југославија / СРЈ / СЦГ | 2000   | Није се квалификовала             | Није се квалификовала             | Није се квалификовала             | Није се квалификовала             | Није се квалификовала             | Није се квалификовала             | Није се квалификовала             |
| Југославија / СРЈ / СЦГ | 2001   | Није се квалификовала             | Није се квалификовала             | Није се квалификовала             | Није се квалификовала             | Није се квалификовала             | Није се квалификовала             | Није се квалификовала             |
| Југославија / СРЈ / СЦГ | 2002   | Четвртфинале                      | 4                                 | 2                                 | 0                                 | 2                                 | 10                                | 10                                |
| Југославија / СРЈ / СЦГ | 2003   | Није се квалификовала             | Није се квалификовала             | Није се квалификовала             | Није се квалификовала             | Није се квалификовала             | Није се квалификовала             | Није се квалификовала             |
| Југославија / СРЈ / СЦГ | 2004   | Није се квалификовала             | Није се квалификовала             | Није се квалификовала             | Није се квалификовала             | Није се квалификовала             | Није се квалификовала             | Није се квалификовала             |
| Југославија / СРЈ / СЦГ | 2005   | Није се квалификовала             | Није се квалификовала             | Није се квалификовала             | Није се квалификовала             | Није се квалификовала             | Није се квалификовала             | Није се квалификовала             |
| Југославија / СРЈ / СЦГ | 2006   | Групна фаза                       | 3                                 | 0                                 | 1                                 | 2                                 | 2                                 | 7                                 |
| Србија                  | 2007   | Није се квалификовала             | Није се квалификовала             | Није се квалификовала             | Није се квалификовала             | Није се квалификовала             | Није се квалификовала             | Није се квалификовала             |
| Србија                  | 2008   | Групна фаза                       | 3                                 | 1                                 | 1                                 | 1                                 | 2                                 | 1                                 |
| Србија                  | 2009   | Није се квалификовала             | Није се квалификовала             | Није се квалификовала             | Није се квалификовала             | Није се квалификовала             | Није се квалификовала             | Није се квалификовала             |
| Србија                  | 2010   | Није се квалификовала             | Није се квалификовала             | Није се квалификовала             | Није се квалификовала             | Није се квалификовала             | Није се квалификовала             | Није се квалификовала             |
| Србија                  | 2011   | Групна фаза                       | 3                                 | 0                                 | 1                                 | 2                                 | 3                                 | 7                                 |
| Србија                  | 2012   | Није се квалификовала             | Није се квалификовала             | Није се квалификовала             | Није се квалификовала             | Није се квалификовала             | Није се квалификовала             | Није се квалификовала             |
| Србија                  | 2013   | Није се квалификовала             | Није се квалификовала             | Није се квалификовала             | Није се квалификовала             | Није се квалификовала             | Није се квалификовала             | Није се квалификовала             |
| Србија                  | 2014   | Није се квалификовала             | Није се квалификовала             | Није се квалификовала             | Није се квалификовала             | Није се квалификовала             | Није се квалификовала             | Није се квалификовала             |
| Србија                  | 2015   | Није се квалификовала             | Није се квалификовала             | Није се квалификовала             | Није се квалификовала             | Није се квалификовала             | Није се квалификовала             | Није се квалификовала             |
| Србија                  | 2016   | Групна фаза                       | 3                                 | 0                                 | 1                                 | 2                                 | 2                                 | 5                                 |
| Србија                  | 2017   | Групна фаза                       | 3                                 | 1                                 | 0                                 | 2                                 | 2                                 | 4                                 |
| Србија                  | 2018   | Групна фаза                       | 3                                 | 0                                 | 0                                 | 3                                 | 0                                 | 6                                 |
| Србија                  | 2019   | Није се квалификовала             | Није се квалификовала             | Није се квалификовала             | Није се квалификовала             | Није се квалификовала             | Није се квалификовала             | Није се квалификовала             |
| Србија                  | 2020   | Отказано због пандемије ковида 19 | Отказано због пандемије ковида 19 | Отказано због пандемије ковида 19 | Отказано због пандемије ковида 19 | Отказано због пандемије ковида 19 | Отказано због пандемије ковида 19 | Отказано због пандемије ковида 19 |
| Србија                  | 2021   | Отказано због пандемије ковида 19 | Отказано због пандемије ковида 19 | Отказано због пандемије ковида 19 | Отказано због пандемије ковида 19 | Отказано због пандемије ковида 19 | Отказано због пандемије ковида 19 | Отказано због пандемије ковида 19 |
| Србија                  | 2022   | Полуфинале                        | 5                                 | 2                                 | 2                                 | 1                                 | 7                                 | 6                                 |
| Србија                  | 2023   | Четвртфинале                      | 4                                 | 1                                 | 1                                 | 2                                 | 7                                 | 8                                 |
| Србија                  | 2024   | Следи                             | Следи                             | Следи                             | Следи                             | Следи                             | Следи                             | Следи                             |
| Укупно                  | Укупно | 18/39                             | 55                                | 17                                | 12                                | 26                                | 54                                | 91                                |